# Kabinett Valls II
Das Kabinett Valls II war die Regierung Frankreichs vom 26. August 2014 bis zum 6. Dezember 2016.
Es war die achtunddreißigste Regierung der fünften Republik und die vierte, die von Präsident François Hollande ernannt wurde. Vorgänger-Kabinett war das Kabinett Valls I. Am 25. August 2014, nach 146 Tagen Amtszeit, hatte Manuel Valls den Rücktritt seiner Regierung erklärt. Präsident Hollande beauftragte ihn unmittelbar mit der Bildung einer neuen Regierung. Die neuen Minister wurden am 26. August 2014 berufen. Am 6. Dezember 2016 trat Premierminister Manuel Valls aufgrund seiner Bewerbung um die sozialistische Präsidentschaftskandidatur zurück, womit automatisch der Rücktritt der Regierung verbunden war. Noch am gleichen Tag wurde Bernard Cazeneuve zum neuen Premierminister ernannt (Kabinett Cazeneuve), womit die Regierung Valls II beendet war.

## Regierungsbildung
Auslöser des Rücktritts der Regierung Valls I war die Kritik der beiden Minister Arnaud Montebourg und Benoît Hamon am wirtschaftspolitischen Kurs von Hollande und Valls gewesen. Bei der erneuten Erteilung des Auftrags zur Regierungsbildung forderte Hollande Valls daher ausdrücklich auf, in die Regierung nur Personen zu berufen, die mit den von ihm selbst vorgegebenen Zielen übereinstimmten. Dementsprechend wäre eine erneute Berufung von Montebourg und Hamon kaum in Frage gekommen, beide erklärten auch, der neuen Regierung nicht mehr angehören zu wollen. Auch die bisherige Kulturministerin Aurélie Filippetti gab in einem offenen Brief eine entsprechende Erklärung ab. Dagegen blieb Justizministerin Christiane Taubira, die ebenfalls Kritik am Kurs der Regierung geäußert hatte, im Amt. Der bisherige Staatssekretär für Verkehr Frédéric Cuvillier erklärte seinen Rückzug, weil seine Kompetenzen im Staatssekretariat unter der Ministerin Ségolène Royal nicht ausreichend für die politischen Aufgaben seien.
Neuer Wirtschaftsminister wurde der parteilose Emmanuel Macron, der als sozial-liberal und arbeitgebernah eingestuft wird. Neue Bildungsministerin wurde Najat Vallaud-Belkacem; ihre Ernennung stieß insbesondere bei Konservativen auf Kritik, da sie sich vehement für die Legalisierung der gleichgeschlechtlichen Ehe in Frankreich eingesetzt hatte. Das bisherige Ministerium von Vallaud-Belkacem, Städtebau, Jugend und Sport, übernahm Patrick Kanner, Kulturministerin wurde Fleur Pellerin. Ansonsten blieben die Minister aus der Regierung Valls I im Amt, verschiedene Veränderungen gab es noch bei den Staatssekretären.

## Regierungsmehrheit
Wie schon die Regierung Valls I stützt sich auch die Regierung Valls II auf die absolute Mehrheit der Parti Socialiste in der Nationalversammlung. Außerdem wird sie von der Parti radical de gauche getragen. Versuche, bei der Regierungsbildung wieder die Grünen einzubinden, die in den Regierungen Ayrault vertreten waren, waren nicht erfolgreich.
Die Regierung steht vor dem Problem, dass eine Gruppe von etwa 40 sozialistischen Abgeordneten in der Nationalversammlung, die sogenannten frondeurs, ihren wirtschaftspolitischen Kurs nicht unterstützt. Bei der Abstimmung über die Regierungserklärung der neu gebildeten Regierung am 16. September 2014 enthielten sich 31 sozialistische Abgeordnete, wodurch die Regierung mit 269 Ja-Stimmen die absolute Mehrheit der Abgeordneten (288) verfehlte. Im Juni 2015 vermied die Regierung eine mögliche Abstimmungsniederlage bei einem umfassenden wirtschaftspolitischen Reformprogramm (Loi Macron), indem sie auf eine Ausnahmeregelung der Verfassung zurückgriff, die ein Inkraftsetzen eines Gesetzes ohne Zustimmung der Nationalversammlung erlaubt, wenn dort kein Misstrauensantrag erfolgreich ist; zuvor hatten die frondeurs eine Ablehnung angekündigt. Am 10. Februar 2016 stimmte fast die Hälfte der Abgeordneten der Parti Socialiste der von Hollande und Valls vorgeschlagenen Verfassungsänderung nicht zu, die Regelungen zum Ausnahmezustand und zum Entzug der Staatsbürgerschaft bei einer Verurteilung wegen Terrorismus enthielt; das Vorhaben erreichte eine Mehrheit nur aufgrund der Unterstützung der rechten Opposition; sie wurde später von Präsident und Regierungschef zurückgezogen.
Bei der Abstimmung über eine grundlegende Reform der Arbeitsgesetzgebung (loi travail) verwendete die Regierung erneut Artikel 49(3) der Verfassung, das Inkraftsetzen ohne Parlamentsabstimmung. Zuvor hatte sich abgezeichnet, dass die Regierung eine eigene Mehrheit für die Gesetzgebung verfehlen könnte. Die frondeurs kündigten daraufhin an, einen Misstrauensantrag gemeinsam mit weiteren linken Abgeordneten einbringen zu wollen, scheiterten aber um 2 Stimmen an der für die Einbringung notwendigen Zahl von 58 Abgeordneten. Der Sprecher der frondeurs schloss aber aus, dem Misstrauensantrag der Rechten zuzustimmen, der daraufhin mit 246 Stimmen von 288 notwendigen abgelehnt wurde.

## Regierungsumbildung vom 11. Februar 2016
Nach einigen kleineren Veränderungen im Laufe der Amtszeit (siehe unten) kam es am 11. Februar 2016 zu einer größeren Regierungsumbildung. Auslöser war die anstehende Ernennung von Außenminister Laurent Fabius zum Präsidenten des Conseil constitutionnel. Hollande und Valls nutzten diese Gelegenheit, um weitere Veränderungen am Kabinett vorzunehmen. Die Ministerinnen Sylvia Pinel (Wohnen und ländlicher Raum), Marylise Lebranchu (öffentliche Verwaltung) und Fleur Pellerin (Kultur) wurden ebenfalls entlassen: Pinel, da sie seit Januar 2016 erste Vizepräsidentin des Regionalrates von Okzitanien ist, Pellerin wegen Kritik an ihrer Amtsführung und Lebranchu aus Gründen des Ausgleichs zwischen verschiedenen Regierungspartnern.
Nachfolger von Fabius wurde der ehemalige Premierminister Jean-Marc Ayrault. Dessen Berufung, der Aufstieg der bisherigen Staatssekretärin Laurence Rossignol zur Ministerin im neu geschaffenen Ministerium für Familie, Kindheit und Frauenrechte sowie die Berufung von vier neuen Staatssekretärinnen aus Reihen der Parti Socialiste (Estelle Grelier für Gebietskörperschaften, Ericka Bareigts für tatsächliche Gleichstellung, Juliette Méadel für Opferhilfe und Hélène Geoffroy für Stadtentwicklung) wurden als Versuch gewertet, die Verbindung zwischen Präsident, Regierung und Parti Socialiste zu stärken und einen Ausgleich zwischen verschiedenen Flügeln der PS zu schaffen.
Die Berufung von Jean-Michel Baylet, dem Vorsitzenden der Parti radical de gauche (PRG) zum Minister im aus Teilen des bisherigen Ministeriums für Wohnen, regionalen Ausgleich und den ländlichen Raum neu geschaffenen Ministerium für Raumordnung, ländliche Räume und Gebietskörperschaften und der bisherigen Staatssekretärin Annick Girardin zur Ministerin für öffentliche Verwaltung (als Nachfolgerin von Lebranchu) stellte die Vertretung der PRG auf Ministerebene wieder her, die ansonsten nach dem Ausscheiden von Sylvia Pinel und der bereits am 27. Januar 2016 zurückgetretenen Justizministerin Christiane Taubira dort nicht mehr vertreten gewesen wäre.
Mit der Regierungsumbildung unternahmen Hollande und Valls einen Versuch, die Regierungsmehrheit in der Nationalversammlung um Teile der grünen Partei Europe Écologie-Les Verts (EELV) zu verbreitern, indem sie deren bisherige Generalsekretärin Emmanuelle Cosse zur Ministerin im ebenfalls aus Teilen des bisherigen Ministeriums für Wohnen, regionalen Ausgleich und den ländlichen Raum neu geschaffenen 'Ministerium für Wohnen und nachhaltige Wohnquartiere' beriefen. Außerdem wurden die ehemaligen Mitglieder der EELV Jean-Vincent Placé, der im Jahr zuvor die Partei Écologistes ! (PE) mitgegründet hatte, und Barbara Pompili zu Staatssekretären der Regierung. Die EELV unterstützte den Regierungseintritt nicht. Dies galt auch als taktischer Schachzug, die über die Frage des Regierungseintritts zerstrittenen Grünen zu spalten und insbesondere deren Führungsfigur und potentielle Präsidentschaftskandidatin 2017, Cécile Duflot, zu schwächen.
Ministerin für Kultur und Kommunikation wurde Audrey Azoulay, die bis dahin Beraterin von Hollande für diese Themengebiete gewesen war. Weitere kleinere Veränderungen gab es bei den Portfolios einzelner Staatssekretäre.

## Zusammensetzung

### Premierminister
|  | Amt             |  | Name         | Partei |
|  | --------------- |  | ------------ | ------ |
|  | Premierminister |  | Manuel Valls | PS     |

### Minister
|  | Amt |  | Name | Partei                        |
|  | --- |  | --- | ----------------------------- |
|  | Minister für Auswärtiges und Entwicklungshilfe |  | Jean-Marc Ayrault (ab 11. Februar 2016) Laurent Fabius (bis 11. Februar 2016)                                             | PS                            |
|  | Ministerin für Umwelt, nachhaltige Entwicklung und Energie (ab 11. Februar 2016 ergänzt um die Zuständigkeit für internationale Fragen des Klimas)        |  | Ségolène Royal | PS                            |
|  | Ministerin für Bildung, Hochschulen und Forschung |  | Najat Vallaud-Belkacem | PS                            |
|  | Minister für Wirtschaft und Finanzen (seit 30. August 2016) Minister für Finanzen und Haushalt (bis 30. August 2016)                                      |  | Michel Sapin | PS                            |
|  | Ministerin für Soziales und Gesundheit |  | Marisol Touraine | PS                            |
|  | Verteidigungsminister |  | Jean-Yves Le Drian | PS                            |
|  | Justizminister |  | Jean-Jacques Urvoas (ab 27. Januar 2016) Christiane Taubira (bis 27. Januar 2016)                                         | PS PRG / Walwari              |
|  | Ministerin für Arbeit, Beschäftigung, Berufsausbildung und sozialen Dialog                                                                                |  | Myriam El Khomri (ab 2. September 2015) François Rebsamen (bis 2. September 2015)                                         | PS                            |
|  | Minister für Raumordnung, ländliche Räume und Gebietskörperschaften (geschaffen am 11. Februar 2016)                                                      |  | Jean-Michel Baylet | PRG                           |
|  | Innenminister |  | Bernard Cazeneuve | PS                            |
|  | Minister für Landwirtschaft, Ernährung und Forstwirtschaft; Regierungssprecher                                                                            |  | Stéphane Le Foll | PS                            |
|  | Ministerin für Wohnen und nachhaltige Wohnquartiere (geschaffen am 11. Februar 2016)                                                                      |  | Emmanuelle Cosse | Parti écologiste (zuvor EELV) |
|  | Minister für Wirtschaft, Industrie und digitale Ökonomie (am 30. August 2016 mit dem Finanzministerium zusammengelegt)                                    |  | Emmanuel Macron (neu im Kabinett) (bis 30. August 2016)                                                                   | Parteiloser                   |
|  | Minister für Kultur und Kommunikation |  | Audrey Azoulay (ab 11. Februar 2016) Fleur Pellerin (neu im Ministerrang, vorher Staatssekretärin) (bis 11. Februar 2016) | PS                            |
|  | Ministerin für Familie, Kindheit und Frauenrechte (geschaffen am 11. Februar 2016)                                                                        |  | Laurence Rossignol | PS                            |
|  | Ministerin für öffentliche Verwaltung (ab 11. Februar 2016) Ministerin für Staatsreform, Dezentralisierung und öffentlichen Dienst (bis 11. Februar 2016) |  | Annick Girardin (ab 11. Februar 2016) Marylise Lebranchu (bis 11. Februar 2016)                                           | PRG PS                        |
|  | Minister für Städte, Jugend und Sport |  | Patrick Kanner (neu im Kabinett)                                                                                          | PS                            |
|  | Ministerin für die Überseegebiete |  | Ericka Bareigts (seit 30. August 2016) George Pau-Langevin (bis 30. August 2016)                                          | PS                            |
|  | Ministerin für Wohnen, regionalen Ausgleich und den ländlichen Raum (aufgelöst am 11. Februar 2016)                                                       |  | Sylvia Pinel | PRG                           |

### Staatssekretäre
|  | Amtsbezeichnung des Staatssekretärs | Ministerium |  | Name | Partei                       |
|  | --- | --- |  | --- | ---------------------------- |
|  | Staatssekretär für die Parlamentsangelegenheiten | Premierminister |  | Jean-Marie Le Guen | PS                           |
|  | Staatssekretärin für tatsächliche Gleichstellung (geschaffen am 11. Februar 2016, aufgelöst am 30. August 2016)                                                     | Premierminister |  | Ericka Bareigts (11. Februar 2016 bis 30. August 2016)                                                                           | PS                           |
|  | Staatssekretär für Staatsreform und Entbürokratisierung | Premierminister |  | Jean-Vincent Placé (ab 11. Februar 2016) Clotilde Valter (17. Juni 2015 bis 11. Februar 2016) Thierry Mandon (bis 17. Juni 2015) | Parti écologiste PS          |
|  | Staatssekretärin für Opferhilfe (geschaffen am 11. Februar 2016) | Premierminister |  | Juliette Méadel | PS                           |
|  | Staatssekretär für europäische Angelegenheiten | Außenministerium |  | Harlem Désir | PS                           |
|  | Staatssekretär für Außenhandel, Tourismus und Auslandsfranzosen | Außenministerium |  | Matthias Fekl (ab 4. September 2014) Thomas Thévenoud (bis 4. September 2014)                                                    | PS                           |
|  | Staatssekretär für Entwicklung und die Frankophonie | Außenministerium |  | André Vallini (ab 11. Februar 2016) Annick Girardin (bis 11. Februar 2016)                                                       | PS PRG                       |
|  | Staatssekretär für Verkehr, maritime Wirtschaft und Fischerei (ab 11. Februar 2016) Staatssekretär für Verkehr und maritime Wirtschaft (bis 11. Februar 2016)       | Ministerium für Umwelt, nachhaltige Entwicklung und Energie                                                                                      |  | Alain Vidalies (neu im Kabinett)                                                                                                 | PS                           |
|  | Staatssekretärin für internationale Beziehungen zum Klima und für Biodiversität (geschaffen am 11. Februar 2016)                                                    | Ministerium für Umwelt, nachhaltige Entwicklung und Energie                                                                                      |  | Barbara Pompili | Parti écologiste (zuvor DVG) |
|  | Staatssekretär für Hochschulen und Forschung | Ministerium für Bildung, Hochschulen und Forschung                                                                                               |  | Thierry Mandon (ab 17. Juni 2015) Geneviève Fioraso (bis 5. März 2015)                                                           | PS                           |
|  | Staatssekretär für den Haushalt | Ministerium für Wirtschaft und Finanzen (seit 30. August 2016) Ministerium für Finanzen und Haushalt (bis 30. August 2016)                       |  | Christian Eckert | PS                           |
|  | Staatssekretärin für Behinderte und den Kampf gegen Ausgrenzung | Ministerium für Soziales und Gesundheit |  | Ségolène Neuville | PS                           |
|  | Staatssekretärin für Senioren und eigenständiges Leben (ab 11. Februar 2016) Staatssekretärin für Familie, Senioren und eigenständiges Leben (bis 11. Februar 2016) | Ministerium für Soziales und Gesundheit |  | Pascale Boistard (ab 11. Februar 2016) Laurence Rossignol (bis 11. Februar 2016)                                                 | PS                           |
|  | Staatssekretär für Veteranen | Verteidigungsministerium |  | Jean-Marc Todeschini (ab 21. November 2014) Kader Arif (bis 21. November 2014)                                                   | PS                           |
|  | Staatssekretärin für Berufsausbildung (geschaffen am 11. Februar 2016)                                                                                              | Ministerin für Arbeit, Beschäftigung, Berufsausbildung und sozialen Dialog                                                                       |  | Clotilde Valter | PS                           |
|  | Staatssekretärin für Gebietskörperschaften (geschaffen am 11. Februar 2016)                                                                                         | Ministerium für Raumordnung, ländliche Räume und Gebietskörperschaften                                                                           |  | Estelle Grelier | PS                           |
|  | Staatssekretärin für Handel, Handwerk, Verbraucherangelegenheiten und soziale Ökonomie                                                                              | Ministerium für Wirtschaft und Finanzen (seit 30. August 2016) Ministerium für Wirtschaft, Industrie und digitale Ökonomie (bis 30. August 2016) |  | Martine Pinville (ab 17. Juni 2015) Carole Delga (neu im Kabinett) (bis 17. Juni 2015)                                           | PS                           |
|  | Staatssekretärin für Digitales und Innovation (seit 1. September 2016) Staatssekretärin für die digitale Ökonomie (bis 1. September 2016)                           | Ministerium für Wirtschaft und Finanzen (seit 30. August 2016) Ministerium für Wirtschaft, Industrie und digitale Ökonomie (bis 30. August 2016) |  | Axelle Lemaire (neu im Kabinett)                                                                                                 | PS                           |
|  | Staatssekretär für Industrie (geschaffen am 1. September 2016) | Ministerium für Wirtschaft und Finanzen |  | Christophe Sirugue (neu im Kabinett)                                                                                             | PS                           |
|  | Staatssekretärin für Stadtentwicklung (Position aufgelöst vom 2. September 2015 bis zum 11. Februar 2016)                                                           | Ministerium für Städte, Jugend und Sport |  | Hélène Geoffroy (ab 11. Februar 2016) Myriam El Khomri (neu im Kabinett) (bis 2. September 2015)                                 | PS                           |
|  | Staatssekretär für Sport | Ministerium für Städte, Jugend und Sport |  | Thierry Braillard | PRG                          |
|  | Staatssekretärin für Frauenrechte (aufgelöst am 11. Februar 2016)                                                                                                   | Ministerium für Soziales, Gesundheit und Frauenrechte                                                                                            |  | Pascale Boistard (neu im Kabinett)                                                                                               | PS                           |
|  | Staatssekretär für Dezentralisierung | Ministerium für Staatsreform, Dezentralisierung und öffentlichen Dienst (aufgelöst am 11. Februar 2016)                                          |  | André Vallini | PS                           |

## Veränderungen
- Bereits nach 9 Tagen trat der Staatssekretär für Außenhandel, Tourismus und Auslandsfranzosen, Thomas Thévenoud, zurück, nachdem Vorwürfe zu Unregelmäßigkeiten bei seiner Steuerabrechnung öffentlich wurden.
- Am 21. November trat der Staatssekretär für Veteranen, Kader Arif, zurück. Grund war ein Ermittlungsverfahren wegen Begünstigung gegen Firmen, an denen Verwandte von ihm beteiligt waren, wegen der Vergabe öffentlicher Aufträge durch die Region Midi-Pyrénées.[25]
- Am 5. März 2015 trat die Staatssekretärin für Hochschulen und Forschung, Geneviève Fioraso, aus gesundheitlichen Gründen zurück. Sie wurde zunächst nicht ersetzt, die Aufgaben wurden unmittelbar von der Ministerin wahrgenommen.
- Am 17. Juni wurde der bisherige Staatssekretär für Staatsreform und Entbürokratisierung, Thierry Mandon, mit dem Gebiet Hochschulen und Forschung betraut. Gleichzeitig wurde die Staatssekretärin für Handel und Handwerk, Carole Delga, auf ihren Wunsch hin ausgewechselt, weil sie die Kampagne der Parti Socialiste für die Regionalwahlen in der Region Languedoc-Roussillon-Midi-Pyrénées leitet.
- Am 19. August 2015 reichte Arbeitsminister François Rebsamen seinen Rücktritt ein, nachdem er wieder zum Bürgermeister von Dijon gewählt worden war. Am 2. September 2015 nahm der Staatspräsident den Rücktritt an und ernannte die bisherige Staatssekretärin für Stadtentwicklung, Myriam El Khomri, zu seiner Nachfolgerin; ihr Staatssekretärsposten wurde nicht wieder besetzt.[26]
- Am 27. Januar 2016 trat Justizministerin Christiane Taubira zurück, nachdem sie zuvor mehrfach gegen Vorhaben der Regierung nach den Terroranschlägen vom 13. November 2015 in Paris protestiert hatte. Ihr Nachfolger wurde am gleichen Tag Jean-Jacques Urvoas.[27]
- Am 11. Februar 2016 löste die anstehende Berufung des bisherigen Außenministers Laurent Fabius zum Präsidenten des Conseil constitutionnel eine große Regierungsumbildung aus: Neben Fabius schieden auch Sylvia Pinel (Wohnen und ländlicher Raum), Marylise Lebranchu (öffentliche Verwaltung) und Fleur Pellerin (Kultur) als Ministerinnen aus. Bei der Berufung der Nachfolger teilte Hollande das bisherige Ministerium für Wohnen, regionalen Ausgleich und den ländlichen Raum in zwei Ministerien auf, für Raumordnung, ländliche Räume und Gebietskörperschaften sowie für Wohnen und nachhaltige Wohnquartiere. Für letzteres berief er mit Emmanuelle Cosse eine Sprecherin der Grünen, um damit die Regierungsbasis zu verbreitern. Die Zuständigkeit für die internationalen Klimaverhandlungen wurde aus dem Außenministerium auf das Umweltministerium übertragen. Außerdem gab es zahlreiche Veränderungen bei den Staatssekretären, und die Reihenfolge der Minister und Staatssekretäre wurde neu festgelegt.[28]
- Am 30. August 2016 trat Wirtschaftsminister Emmanuel Macron zurück. Sein Ministerium wurde wieder mit dem Finanzministerium unter Michel Sapin zusammengelegt. Hollande und Valls tauschten gleichzeitig die Ministerin für die Überseegebiete, George Pau-Langevin, auf deren Wunsch gegen Ericka Bareigts aus, deren bisherige Staatssekretärsposition nicht wiederbesetzt wurde.[29] Zwei Tage später wurden noch Veränderungen bei den Staatssekretären vorgenommen, um die Aufgaben innerhalb des neuen Ministeriums für Wirtschaft und Finanzen zu strukturieren.[30]